# Sandorm
Sandormen (Arenicola marina) er en 15-20 centimeter lang ledorm i klassen havbørsteorme. Den lever på sandbund på lavt vand og er udbredt over hele Europa og Arktis. Blandt lystfiskere er sandorm en populær agn.

## Levevis
Man ser sjældent sandormen, for den opholder sig det meste af tiden 15-20 centimeter nede under havbunden. Her ligger den godt beskyttet i et U-formet rør med den ende, hvori munden sidder, nederst i røret. Den æder sand for at få fat på det organisk materiale og planktonorganismer, som findes i sandet. Sandet kommer ud igen via tarmen i den øverste ende af røret, hvilket ses som små sandkringler rundt omkring på havbunden. Tætheder på 40 sandorme pr. kvadratmeter er almindeligt. Ormene bliver kønsmodne som toårige og gyder i Danmark ved nymåne og fuldmåne i oktober. Herefter dør de fleste.
Sandormen ånder ved hjælp af gæller, der er er små, røde hårtotter på dyrets rygside.

## Vadehavet
I Vadehavet kan man finde tætheder på helt op til 70 sandorme pr. kvadratmeter. Højvandet fører to gange i døgnet nyt plankton med ind på det lave vand, hvilket giver masser af føde for sandormene. Samtidig iltes vandet, hver gang tidevandet skifter.
- Sandorm ved den gamle ebbevej til Mandø.

## Naturlige fjender
Sandormens naturlige fjender er især vadefugle, fx regnspoven, hvis næb er langt nok til at nå ned til sandormen. Også fladfisk æder sandormen, hvis bagende de snupper, når den stikker op af havbunden for at komme af med det ufordøjelige sand. Sandormens bagende kan dog regenerere, så en ny dannes. Sandorm er også i perioder et vigtigt bytte for havørreder, særligt når ormene forlader gangen for at opsøge et nyt levested.